# Laura Marling
Laura Beatrice Marling (Hampshire, 1 de febrero de 1990) es una cantautora inglesa de folk.
Entre sus influencias se encuentran Joni Mitchell, Neil Young y Bob Dylan.
Los instrumentos utilizados en sus canciones son, además de la voz, la guitarra, el bajo y el piano. Su primer álbum se titula Alas I Cannot Swim, con el que ha ganado una nominación al Mercury Music Prize 2008. En este álbum sobresalen canciones como Cross Your Fingers, Ghosts, My Manic And I y New Romantic. 
Ha colaborado con destacadas bandas del indie inglés como Noah and the Whale, Mumford & Sons y Mystery Jets.
En 2011 ganó el Premio Brit como Mejor Artista Solista Femenina Británica, y fue nominada para el mismo premio en 2012 y 2014.

## Trayectoria
Laura Marling ha participado en giras con un gran número de artistas indie de renombre en el Reino Unido, como Jamie T, quien personalmente la invitó a participar en su segundo concierto.
Actuó en el 02 Wireless Festival y actuó también en el primer Underage Festival, en agosto de 2007, en el Victoria Park, en Londres. También participó en el Electric Gardens of Musica, en Kent.
El sencillo con el que debutó fue lanzado por medio de WayOutWest Records, con otro sencillo que salió poco después mediante Virgin Records.
Apareció también en Later with Jools Holland donde tocó en directo su canción New Romantic. 
El primer álbum de Laura Marling, Alas, I Cannot Swim, salió a la venta el 4 de febrero de 2008, habiendo sido lanzado anteriormente el sencillo "Ghost" el 15 de enero de ese mismo año.
Su segundo álbum, I Speak Because I Can, fue publicado en 2010.
Su tercer álbum fue sacado a la venta en 2011 bajo el nombre de A Creature I Don't Know.
En 2013 salió su cuarto álbum, Once I Was an Eagle, un álbum que recibió buenas críticas y con el que alcanzó el puesto número tres en la lista UK Album Chart.
 Laura Marling fue nominada nuevamente como Mejor artista femenina británica en los Brit Awards de 2014.
El 16 de diciembre de 2014 anunció el nombre de su quinto álbum : Short Movie. Asimismo anunció que la fecha de lanzamiento del mismo sería el 23 de marzo de 2015 para el Reino Unido, y un día más tarde para Estados Unidos.
Blake Mills confirmó que el sexto álbum de Laura Marling estaba completamente grabado, y en noviembre de 2016, Laura Marling anunció ya que la fecha del lanzamiento de su álbum, bajo el nombre de Semper Femina, sería en marzo de 2017. Además, salió el primer sencillo del álmbum, llamado Shoothing. El sencillo fue lanzado junto a un videoclip oficial que fue dirigido por la propia Laura Marling.

## Álbumes
- Alas, I Cannot Swim (2008)
- I Speak Because I Can (2010)
- A Creature I Don't Know (2011)
- Once I Was An Eagle (2013)
- Short Movie (2015)
- Semper Femina (2017)
- Song for Our Daughter (2020)
- Patterns in Repeat (2024)